# Купер-Крик
Купер-Крик (англ. Cooper Creek) — пересыхающая река (крик), протекающая по территории австралийских штатов Квинсленд и Южная Австралия. Относится к водосборному бассейну озера Эйр.

## География
Исток Купер-Крика (в этом месте он носит название река Барку) находится на восточном склоне хребта Уоррего в штате Квинсленд, в Большом Водораздельном хребте. Затем река течёт в северо-западном направлении, протекая через город Блэколл. Достигнув места слияния с рекой Алис, Купер-Крик (под названием Барку) берёт курс на юго-запад, протекая через населённый пункт Айсисфорд. Слившись со своим главным притоком — рекой Томсон, — река Купер-Крик продолжает своё течение в юго-западном направлении уже под именем Купер-Крик. После пересечения границы Квинсленда река протекает по территории штата Южная Австралия, где впадает в озеро Эйр (только в сезоны дождей). Средний расход воды около 2,3 км³, самый большой расход воды был в 1950 году — 12 км³, наименьший в 1902 — 0,02 км³. Протяжённость реки составляет около 1420 км, а площадь речного бассейна — около 297 547,29 км².
Климат местности, по которой протекает река, жаркий и засушливый. Режим осадков нестабильный. Местные почвы — вертисоли — достаточно плодородны.

## История и этимология
Традиционно река имела важное значение для коренных жителей Австралии, австралийских аборигенов, которые использовали её в транспортных целях, в качестве источника пресной воды и для вылова рыбы. Река впервые была исследована в 1845—1846 годах путешественниками Чарльзом Стёртом и Томасом Митчеллом. Стёрт назвал реку в честь своего друга, первого верховного судьи Южной Австралии, Чарльза Купера. Кроме того, река известна тем, что в районе Купер-Крика были найдены тела членов экспедиции, которая впервые пересекла континент с юга на север в 1860—1861 годах. Это были известные исследователи Австралии Роберт Бёрк и Уильям Уиллс. Единственным выжившим был двадцатилетний Джон Кинг, который в составе отряда Бёрка добрался до залива Карпентария, а после возвращения в район Купер-Крик долгое время жил с местными аборигенами. В настоящее время территории, по которой протекает река, используются под пастбища.